# Marie Claire Villeval

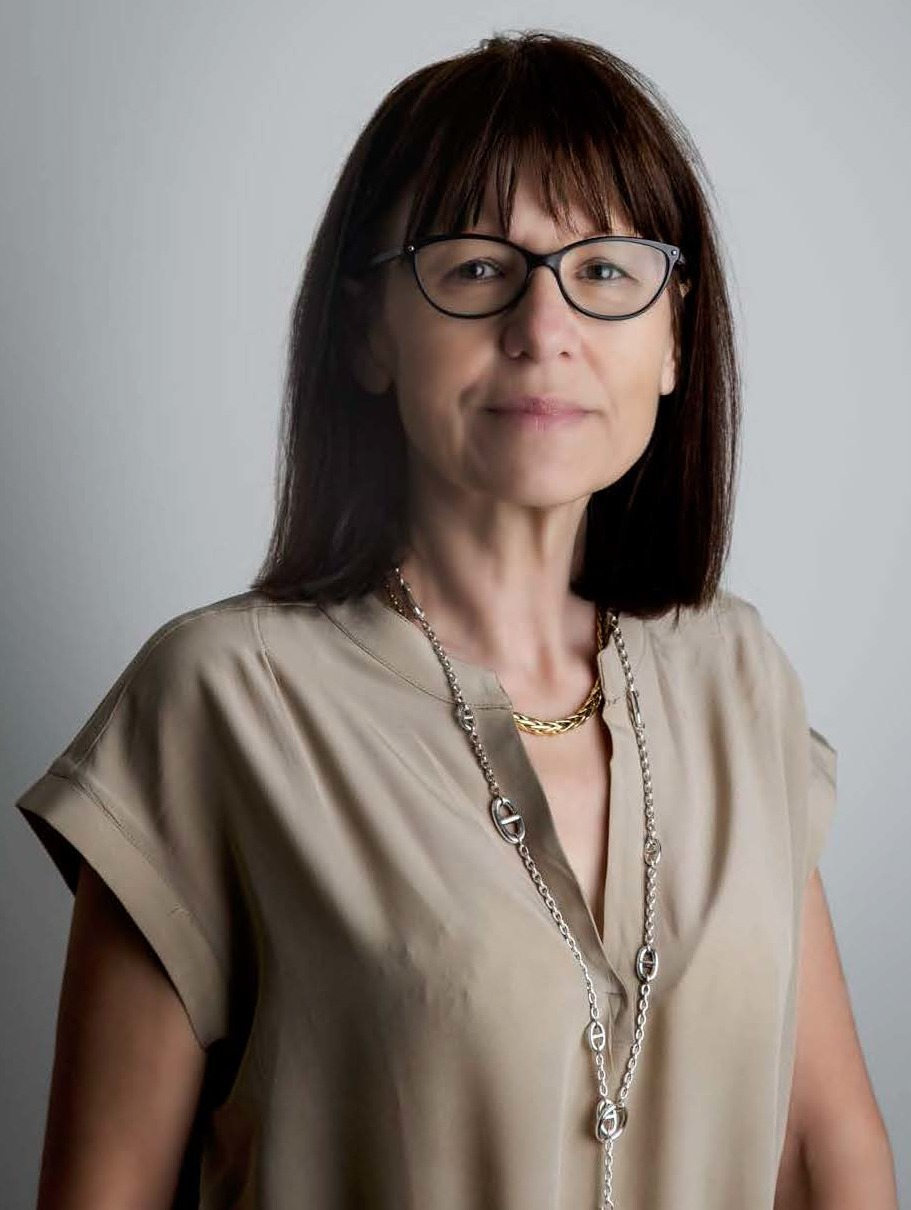
Marie Claire Villeval (2017)

Marie Claire Odile Villeval (* 26. Juni 1957 als Marie Claire Odile Sibille) ist eine französische Wirtschaftswissenschaftlerin und Hochschullehrerin.

## Werdegang, Forschung und Lehre
Villeval studierte Wirtschaftswissenschaft an der Universität Paris-Nanterre. Nachdem sie dort 1979 als Master of Science graduiert hatte, schloss sie an der Hochschule ihr Ph.D.-Studium an. Nach erfolgreichem Studiumsabschluss 1983 wechselte sie als Research Associate an die Universität Nancy, 1991 zog sie an die Universität Lyon weiter. Nachdem sie dort im Mai 1998 habilitiert hatte, wurde sie 2012 an der Hochschule zur Professorin berufen.
Zwischen 1993 und 2011 sowie erneut seit 2017 gehört Villeval dem Exekutivkomitee der European Association of Labour Economists an. Zwischen 2002 und 2012 gehörte sie dem Exekutivkomitee der Association Française de Science Economique an, der sie ab 2010 für ein Jahr als Präsidentin vorsaß. Zudem ist sie seit 2012 Research Fellow am Bonner Forschungsinstitut zur Zukunft der Arbeit. Sie sitzt im Steuerungsausschuss des „CORTEX Laboratory of Excellence“ an der Universität Lyon, an dem interdisziplinär Gehirnforschung betrieben wird. Zwischen 2014 und 2016 war sie Ko-Herausgeberin des Journal of Economic Behavior & Organization, seit 2017 ist sie Ko-Herausgeberin des Periodikums Experimental Economics. Seit 2021 ist sie  Präsidentin der Economic Science Association.
Villevals Arbeits- und Forschungsschwerpunkte liegen im Spannungsfeld von Arbeitsökonomik, Verhaltensökonomik, experimenteller Ökonomik, Personalökonomik und Neuroökonomie. Dabei setzt sie sich insbesondere mit Motivation von wirtschaftlichem Handeln sowie Betrug und Selbsttäuschung auseinander. Ihr Schwerpunkt bei der Gehirnforschung am „CORTEX Laboratory of Excellence“ liegt insbesondere auf der Entscheidungsfindung in Richtung Arbeitsmarkt, aber auch beim wirtschaftlichen Handeln der öffentlichen Hand sowie auf Kapitalmärkten.
2012 wurde Villeval mit dem Ordre national du Mérite im Rang eines Ritters ausgezeichnet, 2017 wurde sie als Ritterin in die Ehrenlegion aufgenommen. 2015 wurde sie zum ordentlichen Mitglied der Academia Europaea gewählt.